# Liokchmozero
Le Liokchmozero (en russe : Лёкшмозеро) est un lac situé dans le raïon de Kargopol dans l'oblast d'Arkhangelsk en Russie septentrionale. Le lac fait partie du parc national de Kenozero.

## Géographie
Le lac se situe dans le raïon de Kargopol dans l'oblast d'Arkhangelsk dans le Nord russe. Il fait partie du bassin du fleuve Onega, fleuve qui se jette dans la mer Blanche. Le lac est inclus dans le parc national de Kenozero.
Le lac Liokchmozero est le second plus grand lac du parc national de Kenozero, d'une forme ovale simple , avec une superficie de 54,4 km2 et sans aucune île. Il est d'origine glaciaire, peu profond dans l'ensemble, sauf dans la partie centrale avec un sillon jusqu'à 30 m de profondeur. Il est long de 13 km, large de 5 km au maximum.
Le parc est riche en brèmes, carassins, perches et gardons entre autres.